# Desapareguts a Amèrica
Desapareguts a Amèrica  (títol original: Missing in America) és una pel·lícula estatunidenca dirigida per Gabrielle Savage Dockterman, estrenada el 2005. Ha estat doblada al català.

## Argument
Jake Neely, un veterà del Vietnam, viu en l'exili als boscos del Nord Oest dels Estats Units. Henry, un antic soldat, i la seva filla americano-vietnamita, Lenny, el visiten. Henry es mor d'un càncer provocat per l'exposició a l'Agent Taronja i vol confiar la seva filla a Jake, però aquest últim ho rebutja. L'endemà, Henry desapareix, deixant Jake sol amb la petita Lenny.

## Repartiment
- Danny Glover: Jake Neeley
- Ron Perlman: Red
- Linda Hamilton: Kate
- Zoë Weizenbaum: Lenny Hocknell
- David Strathairn: Henry R. Hocknell Jr.
- Tim Webber: Mitchell
- Gabrielle Rose: Cyd
- Frank C. Turner: Dinky
- Jesse Moss: Robert W. Gardner
- Ty Olsson: Soldat
- Colin Lawrence: Jake, de jove